# Mytteri (film fra 1928)
Mytteri (russisk: Мятеж) er en sovjetisk film fra 1928 af Semjon Timosjenko.

## Medvirkende
- Pjotr Podvalnyj som Mikhail Frunze
- Aleksej Aleksejev som Dmitrij Furmanov
- Tatjana Guretskaja som Naja Furmanova
- Boris Babotjkin som Karavajev
- Pjotr Kirillov som Eryskin